# アスタコイデスノコギリクワガタ
アスタコイデスノコギリクワガタ (Prosopocoilus astacoides) は、昆虫綱甲虫目クワガタムシ科ノコギリクワガタ属に分類されるクワガタムシ。Metopodontus 属とする場合や、これを亜属としてProsopocoilus (Metopodontus) astacoidesとする場合もある。
キバナガアカクワガタ（牙長赤鍬形虫）、オオアカノコギリクワガタ（大赤鋸鍬形虫）とも呼ばれる。

## 分布
インドからモンゴル、韓国

## 形態
ノコギリクワガタ属の中では中型ないし大型になる種類で、地域によって、亜種の大きさの差がある。大部分の産地では最大で70mm前後。マレー半島産が飛び抜けて大きくなり、最大88mmの記録がある。次に大きくなると思われるスマトラ産は最大76mm程度。大型の亜種の大型個体は大きく湾曲した長大な大腮を持つ。オスメス共に体中が明るい黄褐色または赤褐色の体色をしているが、これは生きている間であり死ぬと暗い色調になる。多くの産地では明るい赤褐色で、フタテンアカノコギリと称されるP.a.blanchardiは明るい黄褐色。また大顎の付け根、関節部、メスの頭部などは黒い。前胸部に小さい黒斑を持つ亜種もある。

## 生態
標高500m~2000mくらいの山地に生息するが、地域により棲息する標高は異なる。マレー半島では1000m前後の中山地、スマトラでは1300~1800mの高山地に棲息する。
暗い原生林内部には見られず、明るい林縁部や、二次林、畑地などを好む。林縁の若く細いマメ科植物などの広葉樹やつる植物に集まり、樹皮を齧って浸み出す樹液を摂食する。
大型のクワガタムシが集まる太い樹木には集まらず、他種のクワガタムシやカブトムシとの闘争は観察されていない。
灯火にも集まり、電波塔や変電所の外柵などの水銀燈を早朝見回ると、前夜に飛来した個体がよく見られる。

## 亜種
分類は確定的なものではなく、あるものを独立種とみなす立場や、逆にシノニムとみなす考えもある。
Prosopocoilus astacoides astacoides (Hope, 1840) アスタコイデスノコギリクワガタ
インド北東部(Assam)
P. a. fraternus (Hope, 1845)
ミャンマー北部(Kachin州、Chin州)、中国西部(雲南省南部)、ラオス北部、ベトナム北部
P. a. karubei Nagai, 2000
ベトナム中部～南部
P. a. dubernardi (Planet, 1899)
中国(雲南省北部～中部、四川省南部、貴州省西部)
P. a. blanchardi (Parry, 1873) フタテンアカノコギリクワガタ（フタテンアカクワガタ）
モンゴル、中国(四川省～福建省)、韓国(済州島)、台湾
P. a. reni Huang et Chen, 2011 レニノコギリクワガタ
中国(海南島)
P. a. mizunumai Fujita, 2010
マレー半島
P. a. pallidipennis (Hope, 1841)
スマトラ島、ニアス島、ジャワ島

## 人間との関係
ペットとして飼われる。体色が人気で、繁殖もしやすいが、外国産ノコギリクワガタの例に漏れずオスの性格が凶暴なので交尾させるときは注意が必要。

## ギャラリー

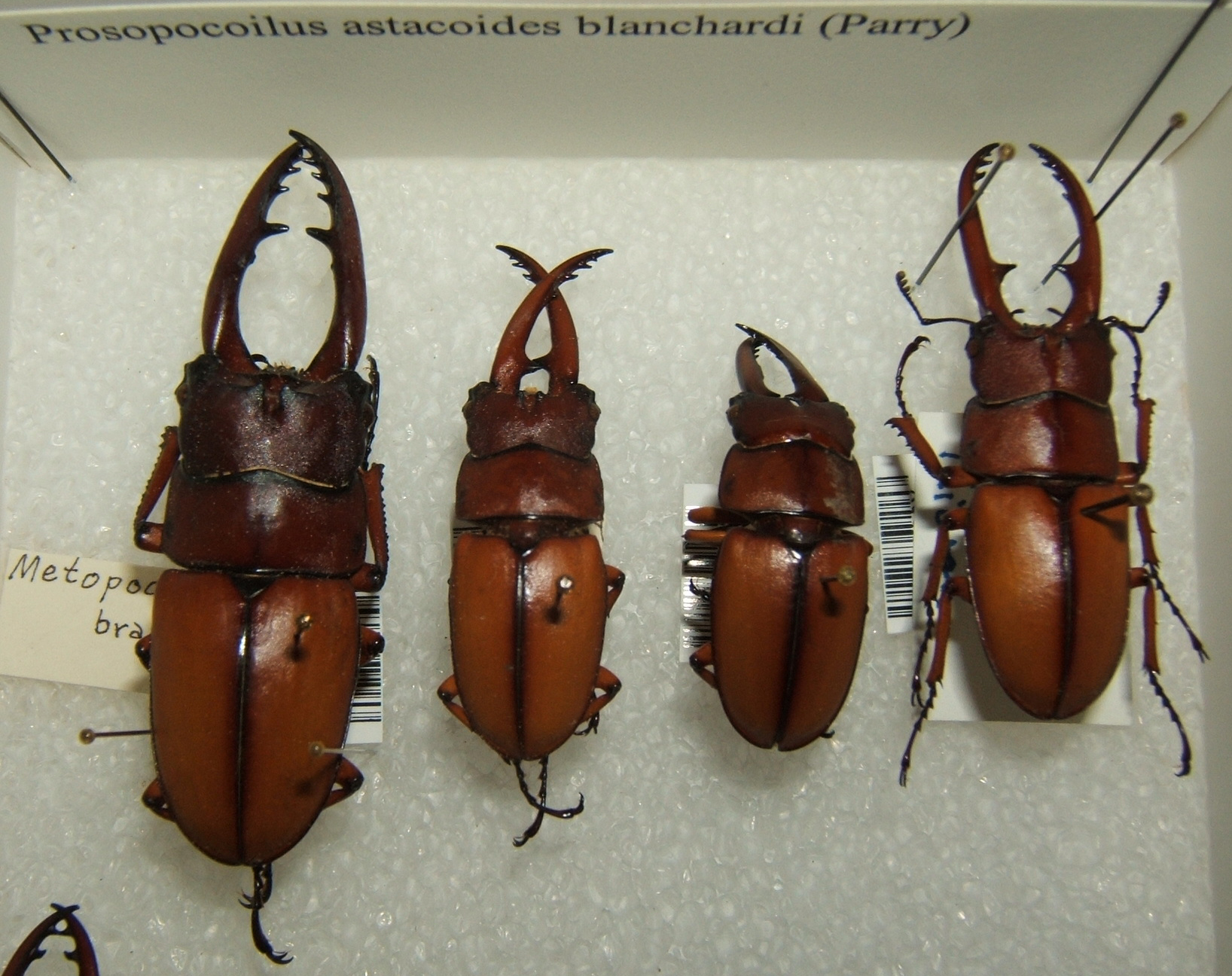
フタテンアカノコギリクワガタ（フタテンアカクワガタ）
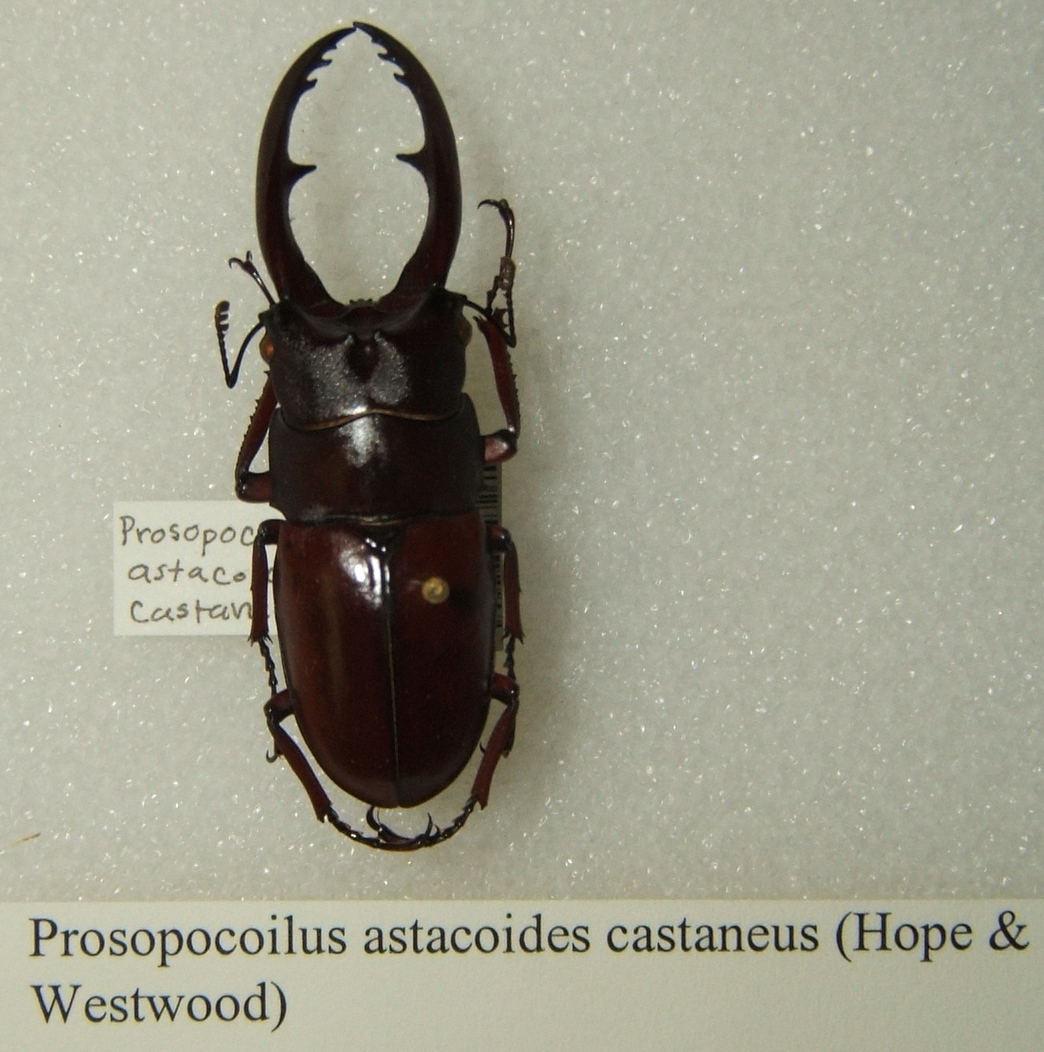
P. a. castaneus
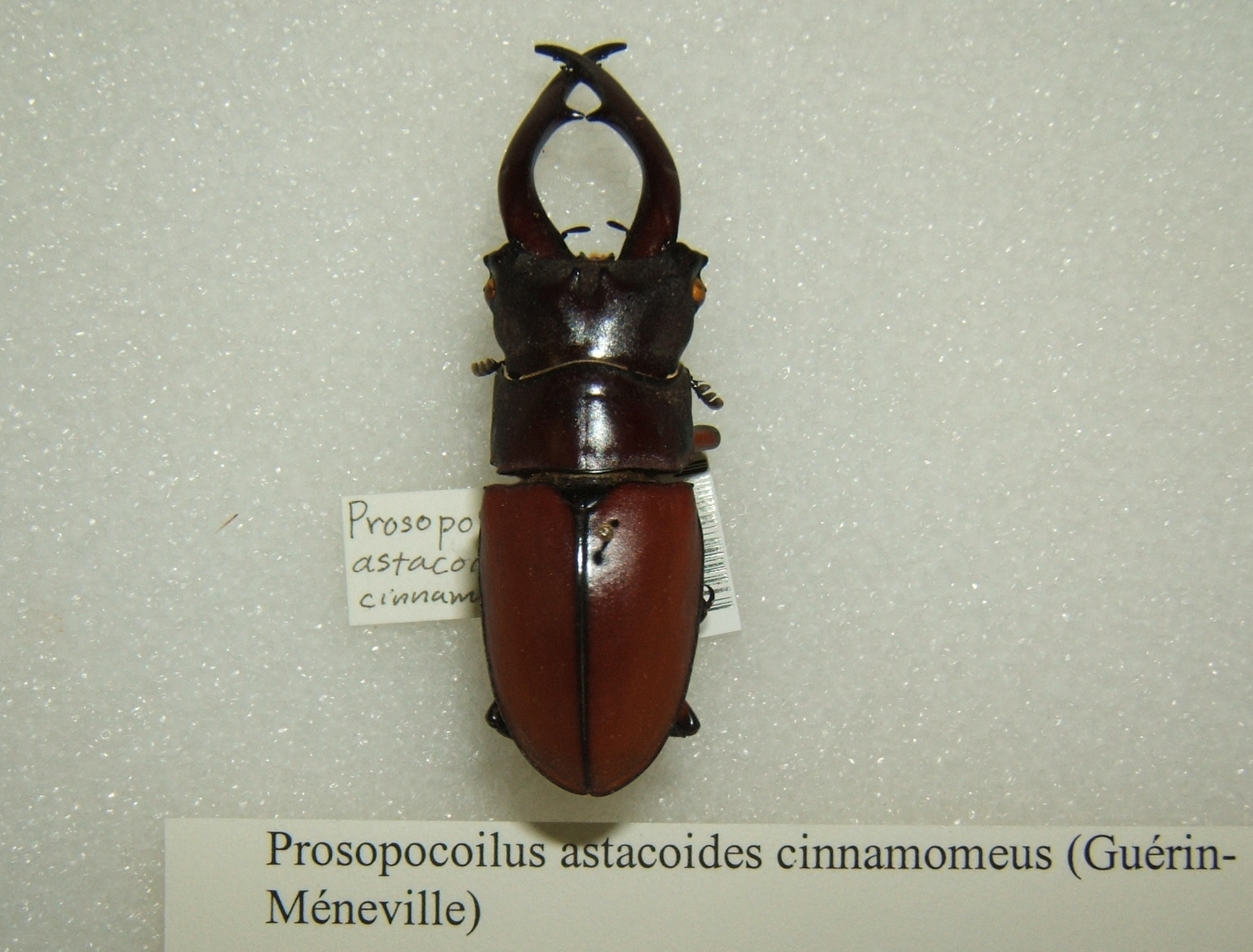
ジャワアカノコギリクワガタ